# 480'erne f.Kr.
Århundreder: 6. århundrede f.Kr. – 5. århundrede f.Kr. – 4. århundrede f.Kr.
Årtier: 530'erne f.Kr. 520'erne f.Kr. 510'erne f.Kr. 500'erne f.Kr. 490'erne f.Kr. – 480'erne f.Kr. – 470'erne f.Kr. 460'erne f.Kr. 450'erne f.Kr. 440'erne f.Kr. 430'erne f.Kr.
År: 489 f.Kr. 488 f.Kr. 487 f.Kr. 486 f.Kr. 485 f.Kr. 484 f.Kr. 483 f.Kr. 482 f.Kr. 481 f.Kr. 480 f.Kr.